# Riotorto
Riotorto és un municipi de la província de Lugo a Galícia. Pertany a la Comarca de Meira.

## Parròquies
- Aldurfe (San Pedro)
- Espasande de Baixo (Santa María)
- Ferreiravella (San Xillao)
- Galegos (Santa María)
- A Muxueira (San Lourenzo)
- A Órrea (Santa Comba)
- Riotorto (San Pedro)
- Santa Marta de Meilán (Santa Marta)